# Yxfjärden
Yxfjärden är en fjärd i Finland. Den ligger i Nagu i landskapet Egentliga Finland, i den södra delen av landet, 160 km väster om huvudstaden Helsingfors.
Yxfjärden avgränsas av Själö i väster, Högholmen i norr, Kaskis i nordöst, Ramsholmen i öster, Sillholm i söder och Svartö i sydväst.